# Прозора криниця
Прозора криниця — гідрологічна пам'ятка природи місцевого значення.
Розташована на території Кинашівської сільської ради Тульчинського району Вінницької області між селами Кинашів та Нестерварка. Оголошена відповідно до Розпорядження Вінницької ОДА від 22.12.1995 р. № 200.
Охороняється Цінне джерело ґрунтової води, доброї смакової якості. За словами старожилів джерело було обладнане гранітними плитами солдатами Суворова, про що свідчать написи на пам'ятних каменях. Живить струмок, що впадає у р. Сільниця.